# Struvenberg
Der Struvenberg ist eine 305,7 m ü. NHN hohe Erhebung im nördlichen Harzvorland bei Benzingerode im Landkreis Harz, Sachsen-Anhalt (Deutschland).

## Geographische Lage
Der Struvenberg liegt direkt nördlich des Mittelgebirges Harz im nördlichen Harzvorland im Naturpark Harz/Sachsen-Anhalt. Er erhebt sich zwischen dem Wernigeröder Ortsteil Benzingerode im Westen und dem Blankenburger Ortsteil Heimburg im Ostsüdosten. Nach Norden und Nordosten fällt seine Landschaft in das eigentliche Harzvorland ab, südlich und südwestlich erhebt sich der Harz. Westlich und nördlich vorbei fließt der Holtemme-Zufluss Hellbach; westlich des Bachs erhebt sich der Austberg. Die Erhebung befindet sich im 88,4 ha großen Naturschutzgebiet Ziegenberg bei Heimburg.

## Struvenburg
Auf dem Westteil des Struvenbergs stand früher die Struvenburg, eine mittelalterliche Burganlage, von der heute nur noch einige Erdwälle zeugen.

## Aussichtsmöglichkeit und Wandern
Vom langgestreckten Struvenberg bietet sich, wie vom südöstlich angrenzenden Ziegenberg, eine Rundumsicht unter anderem zum Harz, in das Harzvorland, zum Huy und zum Regenstein mit der Burg Regenstein. Über die Kämme beider Erhebungen verläuft, zwischen Benzingerode und Heimburg, ein Wanderweg. Der Struvenberg war als Nr. 83 in das System der Stempelstellen der Harzer Wandernadel einbezogen. Der Stempelkasten (⊙) befand sich im Übergangsbereich zum Ziegenberg neben der Infotafel Naturschutzgebiet Ziegenberg bei Heimburg.